# NXT Roadblock (2025)
Roadblock (2025) foi um especial de televisão de luta livre profissional produzido pela WWE para a divisão NXT da promoção. Foi o quarto NXT Roadblock anual e o sexto evento Roadblock no total. O evento ocorreu em 11 de março de 2025, no The Theater at Madison Square Garden, em Nova Iorque, e foi transmitido ao vivo como um episódio especial do NXT na CW Network. O evento também contou com lutadores da promoção parceira TNA Wrestling. O título do evento faz referência à sua posição na estrada para o NXT Stand & Deliver, o evento do NXT durante o final de semana da WrestleMania, entitulado WrestleMania Weekend.
Cinco lutas foram disputadas no evento. No evento principal, a campeã norte-americana feminina do NXT, Stephanie Vaquer, derrotou a campeã feminina do NXT, Giulia, para conquistar ambos os campeonatos. Em outra luta de destaque, Oba Femi derrotou Moose, da Total Nonstop Action Wrestling, para reter o Campeonato do NXT. E na luta de abertura, The Hardy Boyz (Jeff Hardy e Matt Hardy) derrotaram Axiom e Nathan Frazer para reter o Campeonato Mundial de Duplas da TNA.

## Produção

### Introdução
Roadblock é um evento de luta profissional criado pela WWE em 2016. O evento inaugural foi realizado em março daquele ano e foi ao ar exclusivamente na WWE Network. O nome do evento era uma referência à sua posição no "Road to WrestleMania". Em julho de 2016, a WWE reintroduziu a extensão da marca, onde o plantel foi dividido entre marcas onde os lutadores eram designados exclusivamente para atuar. Roadblock foi trazido de volta no mesmo ano, em dezembro, como um evento exclusivo do Raw sob o título Roadblock: End of the Line. Foi ao ar em pay-per-view (PPV) e na WWE Network com seu nome em referência a ser o PPV final da WWE de 2016. O Roadblock foi então descontinuado sem quaisquer outros eventos programados. No entanto, Roadblock foi revivido para a marca NXT como um episódio especial de televisão do NXT intitulado NXT Roadblock. Em 11 de fevereiro, foi anunciado que a edição de 2025 do NXT Roadblock aconteceria em 11 de março no The Theater at Madison Square Garden, em Nova Iorque, e seria transmitido ao vivo pela CW Network. A partir do Halloween Havoc em 2024, todos os grandes eventos do NXT passaram a ser marcados exclusivamente com o logotipo da WWE, em vez do logotipo do NXT, marcando o primeiro evento do Roadblock desde o Roadblock: End of the Line em 2016 a usar apenas o logotipo da promoção.

### Histórias
O evento incluiu lutas que resultaram de histórias com script, onde os lutadores retrataram heróis, vilões ou personagens menos distinguíveis em eventos que criaram tensão e culminaram em uma luta ou série de lutas, com resultados predeterminados pelos escritores da WWE para a marca NXT, enquanto as histórias foram desenvolvidas no programa de televisão semanal da WWE, o NXT e no programa de televisão semanal da Total Nonstop Action Wrestling (TNA), Impact!, após a WWE e a TNA assinarem uma parceria de vários anos em janeiro de 2025. 
No Vengeance Day, em 15 de fevereiro, o campeão do NXT, Oba Femi, foi emboscado por um grupo de quatro homens vilões em sua estreia, composto por Dion Lennox, Cutler James, Saquon Shugars e Osiris Griffin, após sua defesa de título bem-sucedida. No episódio seguinte do NXT, Femi abordou o ataque e desafiou o grupo a "terminar o trabalho", mas foi interrompido pela estreia de Moose, o campeão da X Division da TNA, na WWE. Moose afirmou que uma luta entre os dois tinha que acontecer, o que Femi aceitou. No episódio de 20 de fevereiro do TNA Impact!, depois que o companheiro de grupo de Moose, JDC, derrotou Leon Slater, o grupo The System (Alisha Edwards, Eddie Edwards, Brian Myers e JDC) atacou brutalmente Slater. Quando Moose estava prestes a atacar Slater, os campeões mundiais de duplas da TNA, The Hardyz (Jeff Hardy e Matt Hardy), apareceram para ajudar Slater, mas estavam em desvantagem numérica. Femi fez então uma aparição surpresa, atacando JDC, Myers e Eddie, antes de encarar Moose. No episódio de 25 de fevereiro do NXT, após Moose defender com sucesso seu título, Femi anunciou que defenderia o Campeonato do NXT contra Moose no Roadblock.
No TNA Genesis, em 19 de janeiro, os campeões de duplas do NXT, Axiom e Nathan Frazer, fizeram uma aparição surpresa e sentaram-se à beira do ringue para assistir à defesa do Campeonato Mundial de Duplas da TNA pelos The Hardy Boyz (Jeff Hardy e Matt Hardy), insinuando uma possível luta entre eles. No episódio de 25 de fevereiro do NXT, The Hardy Boyz derrotaram No Quarter Catch Crew (Myles Borne e Tavion Heights) em uma luta sem o título em jogo, sendo essa a primeira luta deles como equipe na WWE desde 2019. Durante a luta, Axiom e Frazer apareceram para assistir à luta à beira do ringue. Após a luta, Axiom e Frazer confrontaram os Hardy Boyz. Frazer então afirmou que ele e Axiom eram a melhor dupla do mundo hoje em dia, mas que os Hardy Boyz eram a melhor dupla de todos os tempos. Jeff então disse que eles deveriam fazer uma luta. O diretor de autoridade da TNA, Santino Marella, apareceu em seguida e anunciou que, após conversar com a gerente geral do NXT, Ava, os Hardy Boyz defenderiam o Campeonato Mundial de Duplas da TNA contra Axiom e Frazer no Roadblock.
Em 2024, as ex-rivais da New Japan Pro-Wrestling, Giulia e Stephanie Vaquer, fizeram suas estreias na WWE. Giulia se consagraria campeã do Campeonato Feminino do NXT no New Year's Evil´, enquanto Vaquer venceria o Campeonato Norte-Americano Feminino do NXT no Vengeance Day. No episódio de 25 de fevereiro do NXT, Vaquer derrotou Karmen Petrovic para manter seu título. Após a luta, Vaquer foi confrontada por Giulia, que disse que Vaquer se autodenomina a melhor campeã, mas Giulia afirmou ser melhor. Ela declarou que, embora fosse amiga de Vaquer, desafiava-a para uma luta "Winner Takes All" pelos títulos Campeonato Feminino do NXT e do Campeonato Norte-Americano Feminino do NXT. Mais tarde naquela noite, a gerente geral do NXT, Ava, tornou a luta oficial para o Roadblock.

## Resultados
| Nº                                          | Resultados                                                                    | Estipulações                                                                                            | Tempo |
| ------------------------------------------- | ----------------------------------------------------------------------------- | --- | ----- |
| 1                                           | The Hardy Boyz (Jeff Hardy e Matt Hardy) (c) derrotaram Axiom e Nathan Frazer | Luta de duplas pelo Campeonato Mundial de Duplas da TNA                                                 | 12:08 |
| 2                                           | Jordynne Grace derrotou Roxanne Perez                                         | Luta individual                                                                                         | 11:27 |
| 3                                           | Oba Femi (c) derrotou Moose                                                   | Luta individual pelo Campeonato do NXT                                                                  | 13:36 |
| 4                                           | Je'Von Evans derrotou Ethan Page                                              | New York City Street Fight                                                                              | 14:41 |
| 5                                           | Stephanie Vaquer (campeã norte-americana) derrotou Giulia (campeã do NXT)     | Luta Winner Takes All pelo Campeonato Feminino do NXT e pelo Campeonato Norte-Americano Feminino do NXT | 11:22 |
| (c) – Refere-se aos campeões antes da luta. |                                                                               | |       |